# Domus Aurea
De Domus Aurea (Latijn voor "Gouden Huis") was een paleis dat de Romeinse keizer Nero tussen 64 en 68 liet bouwen in het centrum van Rome.

## Beschrijving

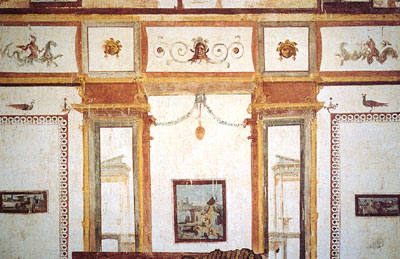
Fresco in de Domus Aurea

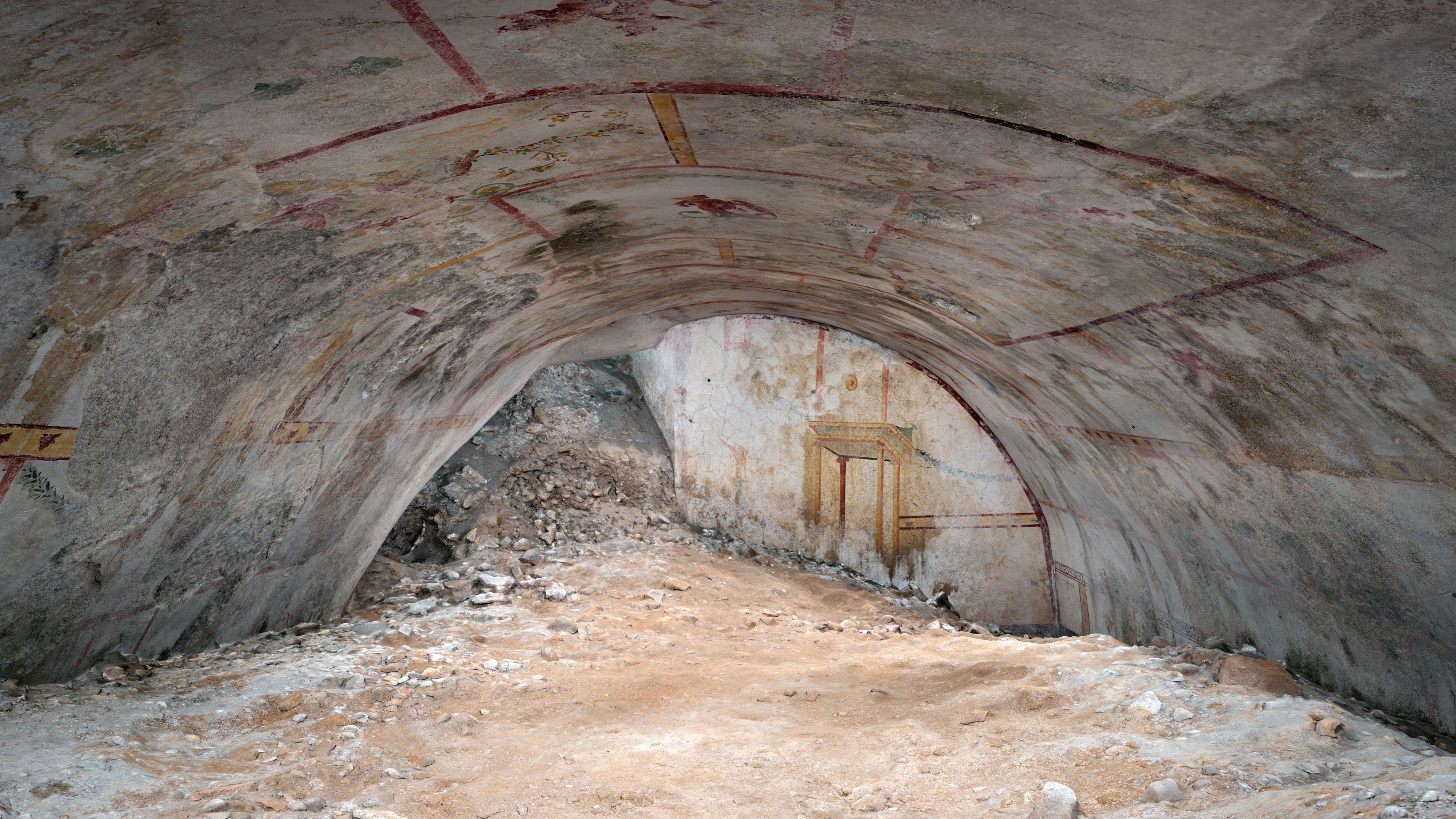
Sala della Sfinge, ontdekt in 2019

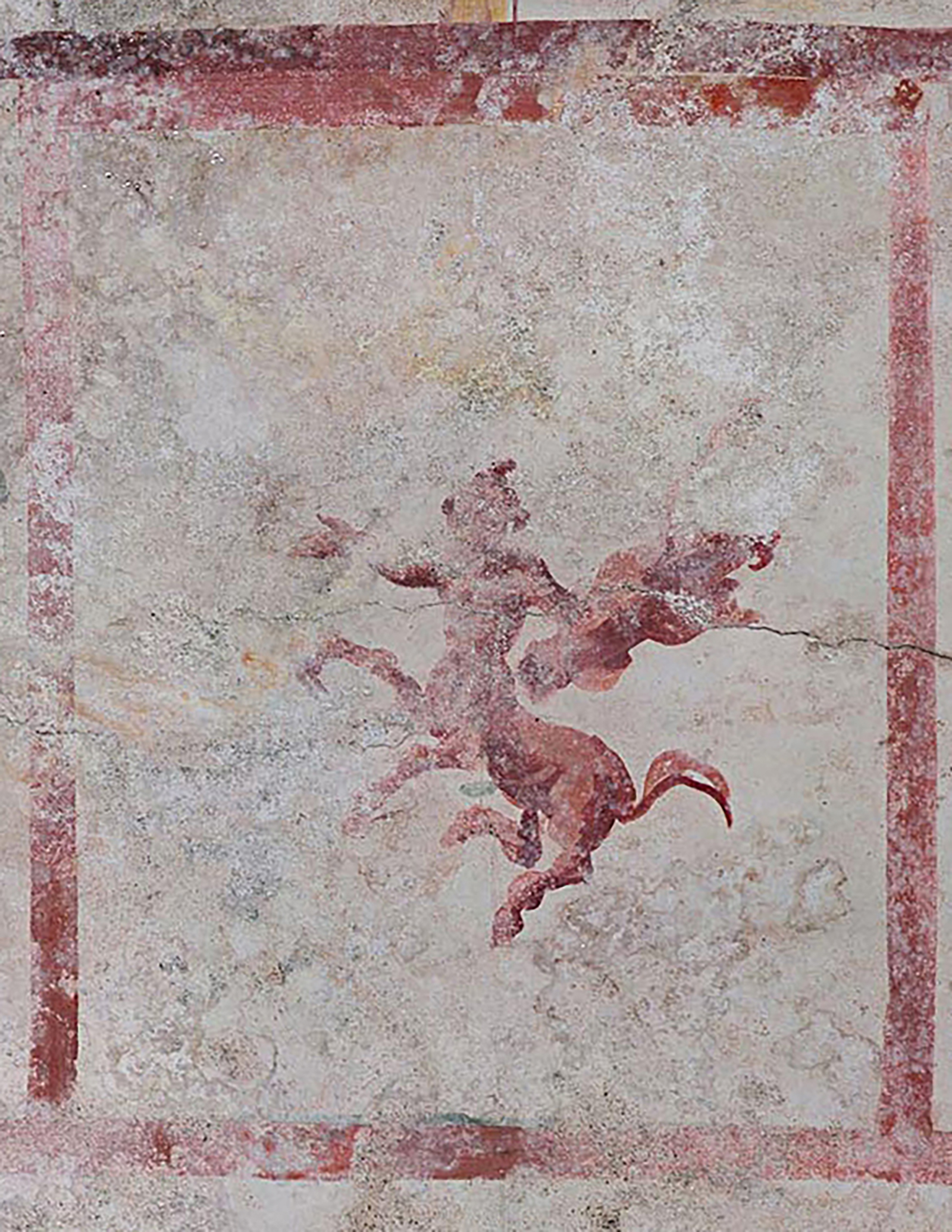
Fresco van een centaur, in de Sala della Sfinge

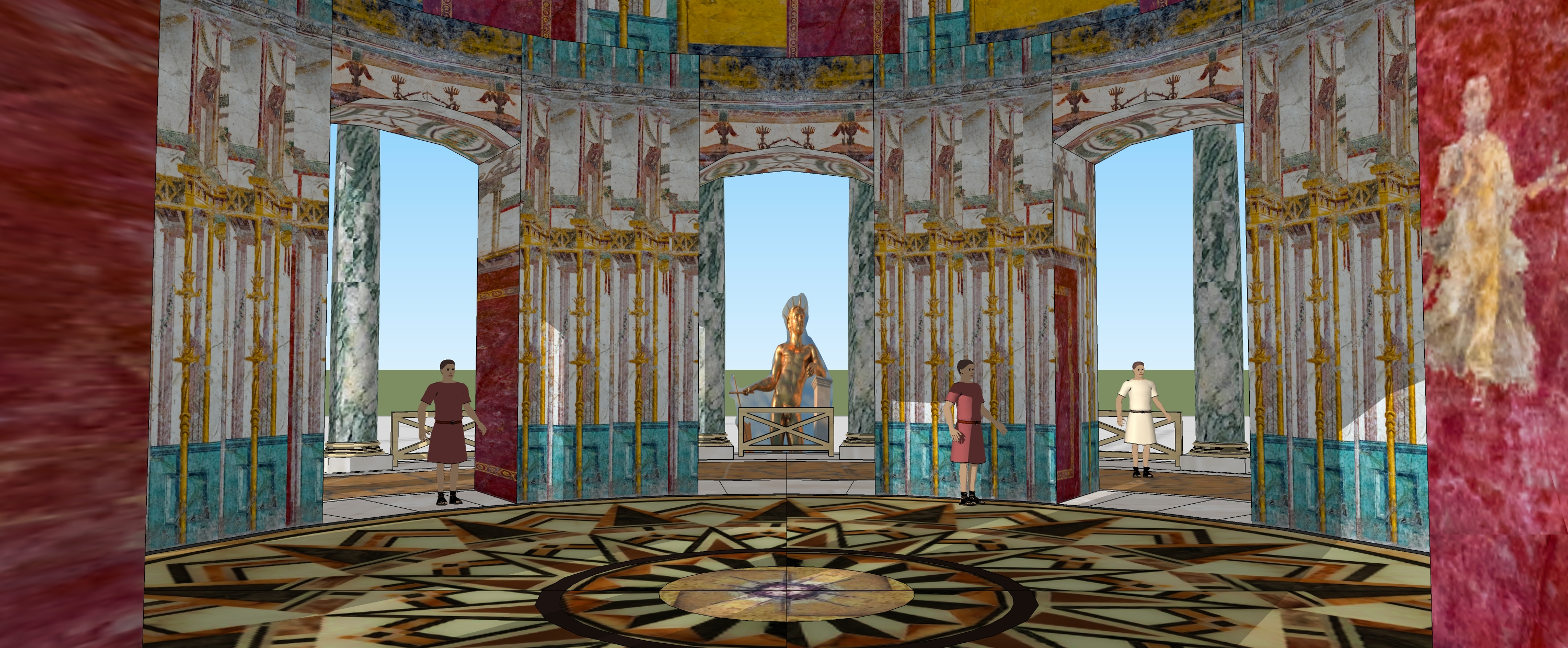
Reconstructietekening van de beschilderde Ronde Eetzaal

Het complex van de Domus Aurea besloeg een oppervlakte van ca. 80 ha tussen de heuvels Palatijn, Velia, Oppius en Coelius. Het had vanaf het Forum Romanum een monumentale ingang met zuilengalerijen en een enorm voorportaal (vestibulum). Hierin liet Nero door de Griekse beeldhouwer Zenodorus een ruim 35 meter hoog standbeeld van zichzelf maken, de Colossus van Nero. Op het terrein lagen kunstmatig gecreëerde bossen en velden (men sprak wel van rus in urbe; platteland in de stad), waar tamme en wilde dieren rondliepen. In het centrum van het complex lag een groot kunstmatig meer (het stagnum Neronis), op de plaats van het latere Colosseum. In het podium van de Tempel van Claudius, die in aanbouw was op de Coelius maar waarvan de bouw werd stopgezet, werd een uitgebreid nymphaeum aangelegd met fonteinen, mozaïek en marmer. Het feitelijke paleisgebouw lag op de Oppius. De ruïne ervan meet 220 x 70 m. De vertrekken liggen aan weerskanten van een vijfzijdige hof. Waarschijnlijk was er aan de oostzijde nog zo'n vijfzijdige hof gepland, aan de andere kant van de achthoekige zaal die dan het midden van het complex vormde, maar het is onzeker of die ook daadwerkelijk is aangelegd. Het gebouw zou dan een oppervlakte van 370 x 90 m gehad hebben. De façade was minstens 12 m hoog.
Het gebouw was bedekt met marmer, en van binnen bedekt met bladgoud en versierd met edelstenen en parelmoer. Het had veel technische snufjes. Suetonius schrijft dat de eetzalen zolderingen hadden met ivoren vakken die draaibaar waren, zodat er bloemen doorheen gestrooid konden worden, en gaten waaruit reukwerk gesprenkeld kon worden. Het centrum van het gebouw vormde waarschijnlijk de achthoekige zaal. Mogelijk is dit de Ronde Eetzaal (Cenatio rotunda) die volgens de beschrijving van Suetonius dag en nacht ronddraaide net als de aarde. In dat geval zou niet de zaal zelf, maar de koepel hebben gedraaid. Meer recent is de Ronde Eetzaal elders gesitueerd en is een reconstructie met een roterend platform en hydraulische aandrijving voorgesteld. De wanden van de zalen waren beschilderd met fresco's in de vierde stijl (zie: Romeinse schilderkunst). Plinius vertelt dat een zekere Famulus de schilder was van de panelen op de wanden. Veel van deze panelen hebben taferelen uit de Trojaanse Oorlog als onderwerp. Zo zijn er de Zaal van Achilles op Skyros en de Zaal van Hektor en Andromache.
Het paleis was rijk versierd met beeldhouwwerken, die Nero voor een groot deel uit Griekenland liet overbrengen. Beroemd is de Laocoöngroep, die werd teruggevonden in een vertrek ten oosten van de achthoekige zaal.
De Domus Aurea werd waarschijnlijk alleen gebruikt voor feesten en vermaak, want tussen de 150 opgegraven ruimtes van het complex zijn nog geen slaapkamers ontdekt. Ook van verwarmingssystemen, keukens en toiletten ontbreekt ieder spoor.
De toegang bevindt zich tegenwoordig aan de Viale Domus Aurea in het Parco Oppio, dicht bij het Colosseum. Om de Domus Aurea te beschermen is het enkel in kleine groepen van 25 personen te bezoeken, onder begeleiding van een gids.

## Geschiedenis

### Bouw
Keizer Nero had het keizerlijke paleis op de Palatijn, de heuvel waarop de Romeinse keizers sinds Augustus hun residentie hadden, al laten verbinden met de keizerlijke bezittingen op de Esquilijn. Hiervoor had hij de Domus Transitoria, het ‘Verbindingspaleis’, laten aanleggen tussen de Palatijn en de Esquilijn. Bij de grote brand van Rome in 64 was dit echter in de as gelegd. Volgens sommige bronnen had Nero deze brand opzettelijk veroorzaakt om plaats te maken voor een prestigieus nieuw project. Hij gaf de architecten Severus en Celer (de namen worden genoemd door Tacitus, Annalen, XV, 42, 1) de planning en uitvoering in handen. Zij bouwden aan de Domus Aurea tussen 64 en 68, het jaar van Nero’s dood. Het paleis bleef onvoltooid, al moet het wel grotendeels klaar geweest zijn, getuige Nero's uitspraak 'nu eindelijk een menswaardig verblijf te hebben gekregen.' Tijdens het vierkeizerjaar dat volgde op Nero's dood, vestigde Otho zich in de Domus Aurea en spendeerde een groot bedrag aan de voltooiing, vooral van de decoratie. Ook keizer Vitellius woonde er vermoedelijk. Maar toen met keizer Vespasianus de Flavische dynastie aan de macht kwam, die de herinnering aan de gehate keizer zo snel mogelijk wilde uitwissen, werd het complex al snel grotendeels onttakeld.

### Na de dood van Nero
Na Nero's zelfmoord in 68 en het erop volgende vierkeizerjaar werd het paleis in 70 als residentie toegewezen aan Domitianus, de achttienjarige jongste zoon van de nieuwe keizer, die de rang van Caesar en het ambt van praetor urbanus consulari potestate had gekregen. Maar binnen een decennium werd het complex ontdaan van het bladgoud, het marmer en ivoor. De keizer had zich niet geliefd gemaakt en onderging na zijn dood de damnatio memoriae, waarbij de Romeinen probeerden de herinnering aan een bepaald persoon compleet uit te wissen. Verscheidene gebouwen die bedoeld waren om de gunst terug te winnen van het volk dat zo te lijden had gehad onder Nero, werden aangelegd op het terrein van de Domus Aurea. Op de plaats van het meer werd tussen 69 en 79 het Colosseum gebouwd door keizer Vespasianus. Deze liet ook een groot deel van de beeldhouwwerken uit het paleis overbrengen naar de door hem gebouwde Vredestempel. Vespasianus' opvolger Titus liet in 79 op de Oppius een badhuis bouwen, de Thermen van Titus, en keizer Trajanus liet daarnaast tussen 104 en 109 een nog veel groter badhuis aanleggen, de Thermen van Trajanus, waarbij de onderverdieping van het paleisgebouw als fundament diende. De tempel van Claudius, waarvan de bouw voor de aanleg van een nymphaeum was onderbroken, werd afgebouwd. Keizer Hadrianus liet de Colossus, die al eerder was veranderd in een beeld van de zonnegod, verplaatsen naar het dal van het Colosseum toen hij de Tempel van Venus en Roma liet bouwen op de plaats van het voorportaal.

### Na de Romeinse tijd
De Oppius was vanaf de 6e eeuw begroeid met tuinen en wijngaarden. De resten van de Domus Aurea bleven verborgen onder de resten van de Thermen van Trajanus tot het einde van de 15e eeuw, toen antiquaren de Romeinse schilderkunst in de onderaardse ruimtes ontdekten. Kunstenaars als Rafaël, Pinturicchio en Ghirlandaio maar ook Herman Posthumus, Maarten van Heemskerck en Lambert Sustris bezochten de 'grotten' om de schilderingen te kopiëren. Zodoende waren deze grotesken een grote bron van inspiratie voor de renaissancekunst. Sommige bezoekers, waaronder de drie laatstgenoemden, kerfden in 1536 hun naam in de Domus Aurea. In 1506 werd het beeld van de Laocoöngroep gevonden in een ruimte onder een wijngaard.
Sinds de herontdekking van de Domus Aurea is de kwaliteit van de fresco's door vocht en schimmel sterk achteruitgegaan. Ook de muren zijn aangetast. Na een plaatselijke aardverschuiving werd in de jaren 80 van de 20e eeuw besloten het gebouw te sluiten voor het publiek om het te restaureren en de fresco's te conserveren. Na langdurig gesloten te zijn geweest, werd het in juni 1999 weer opengesteld voor publiek, al werd de Domus Aurea regelmatig nog gesloten in verband met vallende brokstukken.
Begin 2006 werd besloten om de Domus Aurea volledig te sluiten. Het gevaar op instorting was te groot geworden, onder andere door het binnendringen van water uit het boven gelegen park. Op 30 maart 2010 viel een groot stuk van het plafond, zo'n 60 m2, naar beneden. Vanaf 2006 wordt de Domus Aurea gerestaureerd. Men werkt vooral aan het veiliger maken van de site en het vrijwaren van de fresco's, die door binnensijpelend water en binnendringende boomwortels beschadigd raken. In juli 2014 werd bekendgemaakt dat meer dan de helft van de restauratie klaar was en dat enkele kamers van de Domus Aurea vanaf oktober van dat jaar weer te bezichtigen zouden zijn. Er werd een plan opgesteld om het park boven de Domus Aurea, dat de oorzaak is van de problemen, op grote schaal te verbouwen.